# Lista över olympiska medaljörer i rugby

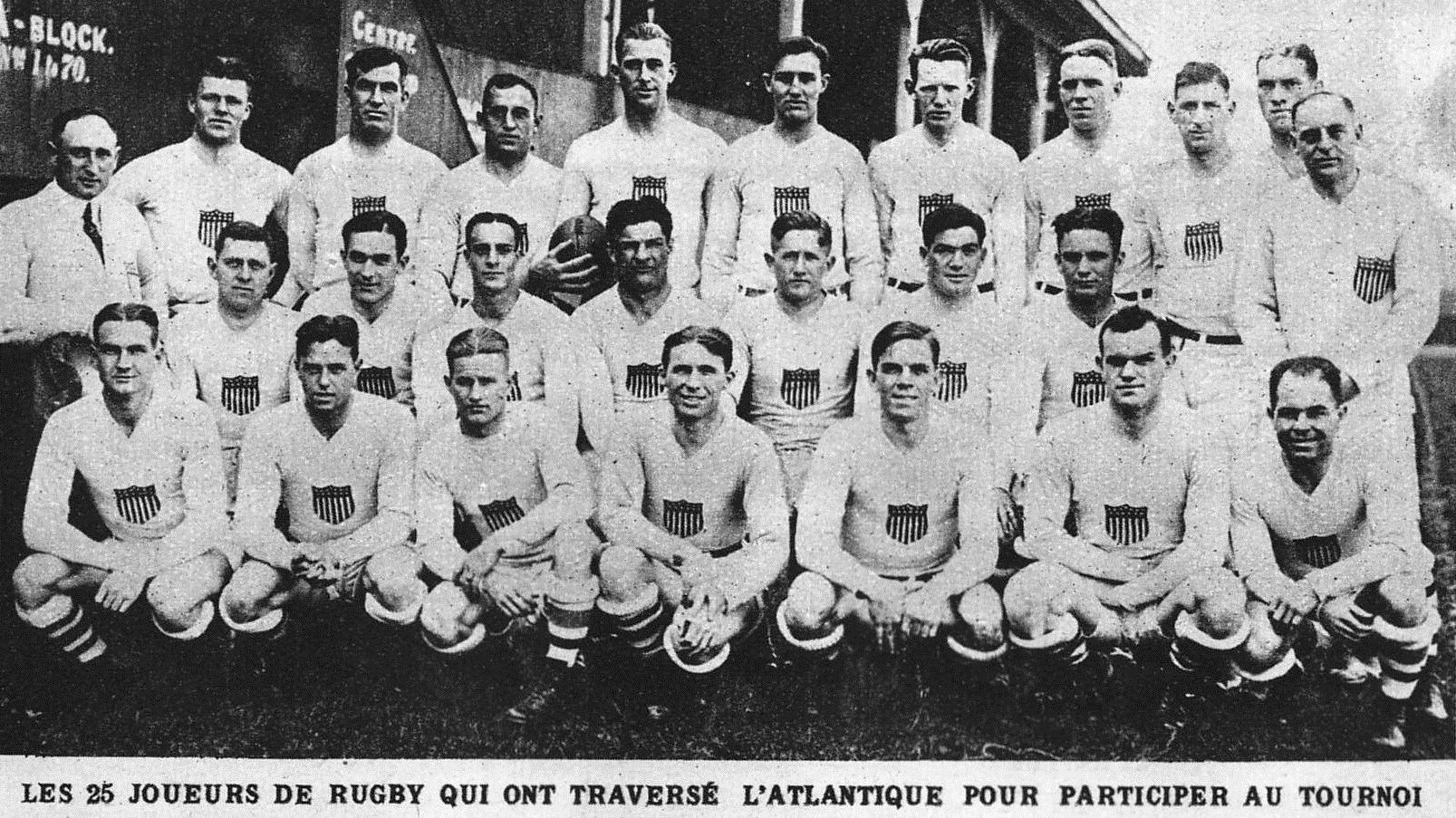
Det amerikanska lag som vann rugbyturneringen vid olympiska sommarspelen 1924 i Paris.

Det här är en lista över olympiska medaljörer i rugby. Fyra turneringar i rugby spelades vid de olympiska sommarspelen mellan 1900 och 1924. Sporten återinfördes på det olympiska programmet till olympiska sommarspelen 2016 i Rio de Janeiro, denna gång i sjumannavarianten.

## 15-manna
| Spel           | Guld | Silver | Brons |
| Paris 1900     | Frankrike · Wladimir Aïtoff · A. Albert · Léon Binoche · Jean Collas · Jean-Guy Gauthier · Auguste Giroux · Charles Gondouin · Constantin Henriquez de Zubiera · J. Hervé · Victor Larchandet · Hubert Lefèbvre · Joseph Olivier · Alexandre Pharamond · Frantz Reichel · André Rischmann · Albert Roosevelt · Emile Sarrade | Tyskland · Albert Amrhein · Hugo Betting · Jacob Herrmann · Willy Hofmeister · Hermann Kreuzer · Arnold Landvoigt · Hans Latscha · Erich Ludwig · Richard Ludwig · Fritz Müller · Eduard Poppe · Heinrich Reitz · August Schmierer · Adolf Stockhausen · Georg Wenderoth Storbritannien · F. C. Bayliss · J. Henry Birtles · James Cantion · Arthur Darby · Clement Deykin · L. Hood · M. L. Logan · H. A. Loveitt · Herbert Nicol · V. Smith · M. W. Talbot · Joseph Wallis · Claude Whittindale · Raymond Whittindale · Francis Wilson         | ingen |
| London 1908    | Australasien · Phil Carmichael · Charles Russell · Daniel Carroll · John Hickey · Frank Smith · Christopher McKivatt · Arthur McCabe · Thomas Griffen · Jumbo Barnett · Patrick McCue · Sydney Middleton · Tom Richards · Malcolm McArthur · Charles McMurtrie · Robert Craig | Storbritannien · Edward Jackett · Barney Solomon · Bert Solomon · L. F. Dean · J. T. Jose · Thomas Wedge · James Davey · Richard Jackett · E. J. Jones · Arthur Wilson · Nicholas Tregurtha · A. Lawrey · C. R. Marshall · A. Wilcocks · John Trevaskis | ingen |
| Antwerpen 1920 | USA · Daniel Carroll · Charles Doe · George Fish · James Fitzpatrick · Joseph Hunter · Morris Kirksey · Charles Mehan · John Muldoon · John O'Neil · John Patrick · Erwin Righter · Rudolph Scholz · Dink Templeton · Charles Lee Tilden, Jr. · Heaton Wrenn · spelade inte · Colby Slater · James Winston | Frankrike · Édouard Bader · François Borde · Adolphe Bousquet · Jean Bruneval · Alphonse Castex · André Chilo · René Crabos · Curtet · Alfred Eluère · Jacques Forestier · Grenet · Maurice Labeyrie · Robert Levasseur · Pierre Petiteau · Raoul Thiercelin · spelade inte · Raymond Berrurier | ingen |
| Paris 1924     | USA · Charles Austin · R. Brown · John Cashel · Philip Clark · Norman Cleaveland · Hugh Cunningham · Dudley DeGroot · Robert Devereux · George Dixon · Charles Doe · Linn Farrish · Edward Graff · C. Grondona · Joseph Hunter · Richard Hyland · Caesar Mannelli · Charles Mehan · John Muldoon · William Muldoon · John O'Neil · John Patrick · William Rogers · Rudolph Scholz · Colby Slater · Norman Slater · Charles Lee Tilden, Jr. · Edward Turkington · Alan Valentine · Alan Williams | Frankrike · F. Abraham · René Araou · Jean Bayard · Louis Béguet · André Béhotéguy · Marcel Besson · Alexandre Bioussa · Étienne Bonnes · François Borde · Adolphe Bousquet · Aimé Cassayet-Armagnac · F. Cayrol · François Clauzel · Clément Dupont · Albert Dupouy · Jean Etcheberry · E. Frayssinet · Henri Galau · Gilbert Gérintès · Charles-Antoine Gonnet · Raoul Got · Adolphe Jauréguy · René Lasserre · Louis Lepatey · Marcel-Frédéric Lubin-Lebrère · Camille Montade · Roger Piteu · Étienne Piquiral · Eugène Ribère · Jean Vaysse | Rumänien · Nicolae Anastasiade · Dumitru Armăşel · Gheorghe Benția · J. Cociociaho · Constantin Cratunescu · Teodor Florian · Petre Ghiţulescu · Ion Gîrleşteanu · Octav Luchide · Jean Henry Manu · Nicolae Mărăscu · Teodor Marian · Sorin Mihăilescu · Paul Nedelcovici · Iosif Nemeş · Eugen Sfetescu · Mircea Sfetescu · Soare Sterian · Mircea Stroescu · Atanasie Tănăsescu · Mihai Vardala · Paul Vidraşcu · Dumitru Volvoreanu |

## 7-manna

### Damer
| Spel                            | Guld | Silver | Brons |
| Rio de Janeiro 2016 Detaljer... | Australien | Nya Zeeland | Kanada |
| Rio de Janeiro 2016 Detaljer... | Nicole Beck Charlotte Caslick Emilee Cherry Chloe Dalton Gemma Etheridge Ellia Green Shannon Parry Evania Pelite Alicia Quirk Emma Tonegato Amy Turner Sharni Williams                  | Shakira Baker Kelly Brazier Gayle Broughton Theresa Fitzpatrick Sarah Goss Huriana Manuel Kayla McAlister Tyla Nathan-Wong Terina Te Tamaki Ruby Tui Niall Williams Portia Woodman                                            | Brittany Benn Hannah Darling Bianca Farella Jen Kish Ghislaine Landry Megan Lukan Kayla Moleschi Karen Paquin Kelly Russell Ashley Steacy Natasha Watcham-Roy Charity Williams            |
| Tokyo 2020 Detaljer...          | Nya Zeeland | Frankrike | Fiji |
| Tokyo 2020 Detaljer...          | Michaela Blyde Kelly Brazier Gayle Broughton Theresa Fitzpatrick Stacey Fluhler Sarah Hirini Shiray Kaka Tyla Nathan-Wong Risaleeana Pouri-Lane Alena Saili Ruby Tui Portia Woodman     | Coralie Bertrand Anne-Cécile Ciofani Caroline Drouin Camille Grassineau Lina Guérin Fanny Horta Shannon Izar Chloé Jacquet Carla Neisen Séraphine Okemba Chloé Pelle Jade Ulutule                                             | Lavena Cavuru Raijieli Daveau Sesenieli Donu Laisana Likuceva Rusila Nagasau Ana Naimasi Aloesi Nakoci Roela Radiniyavuni Viniana Riwai Tokasa Seniyasi Vasiti Solikoviti Reapi Uluinasau |
| Paris 2024 Detaljer...          | Nya Zeeland | Kanada | USA |
| Paris 2024 Detaljer...          | Michaela Blyde Jazmin Felix-Hotham Sarah Hirini Tyla King Jorja Miller Manaia Nuku Mahina Paul Risaleeana Pouri-Lane Alena Saili Theresa Setefano Stacey Waaka Portia Woodman-Wickliffe | Caroline Crossley Olivia Apps Alysha Corrigan Asia Hogan-Rochester Chloe Daniels Charity Williams Florence Symonds Carissa Norsten Krissy Scurfield Fancy Bermudez Piper Logan Keyara Wardley Taylor Perry Shalaya Valenzuela | Alev Kelter Lauren Doyle Kayla Canett Kristi Kirshe Ilona Maher Ariana Ramsey Naya Tapper Alena Olsen Alex Sedrick Sammy Sullivan Sarah Levy Stephanie Rovetti                            |

## Statistik

### Idrottare med flest medaljer
Idrottare som vunnit två eller fler medaljer.
| Idrottare                | Nation            | Spel      | Guld | Silver | Brons | Totalt |
| ------------------------ | ----------------- | --------- | ---- | ------ | ----- | ------ |
| Sarah Hirini             | Nya Zeeland       | 2016-2024 | 2    | 1      | 0     | 3      |
| Theresa Setefano         | Nya Zeeland       | 2016-2024 | 2    | 1      | 0     | 3      |
| Jerry Tuwai              | Fiji              | 2016-2024 | 2    | 1      | 0     | 3      |
| Portia Woodman-Wickliffe | Nya Zeeland       | 2016-2024 | 2    | 1      | 0     | 3      |
| Michaela Blyde           | Nya Zeeland       | 2020-2024 | 2    | 0      | 0     | 2      |
| Daniel Carroll           | Australasien, USA | 1908-1920 | 2    | 0      | 0     | 2      |
| Charles Doe              | USA               | 1920-1924 | 2    | 0      | 0     | 2      |
| John O'Neil              | USA               | 1920-1924 | 2    | 0      | 0     | 2      |
| John Patrick             | USA               | 1920-1924 | 2    | 0      | 0     | 2      |
| Risaleeana Pouri-Lane    | Nya Zeeland       | 2020-2024 | 2    | 0      | 0     | 2      |
| Alena Saili              | Nya Zeeland       | 2020-2024 | 2    | 0      | 0     | 2      |
| Rudolph Scholz           | USA               | 1920-1924 | 2    | 0      | 0     | 2      |
| Colby Slater             | USA               | 1920-1924 | 2    | 0      | 0     | 2      |
| Stacey Waaka             | Nya Zeeland       | 2020-2024 | 2    | 0      | 0     | 2      |
| Kelly Brazier            | Nya Zeeland       | 2016-2020 | 1    | 1      | 0     | 2      |
| Gayle Broughton          | Nya Zeeland       | 2016-2020 | 1    | 1      | 0     | 2      |
| Iosefo Masi              | Fiji              | 2020-2024 | 1    | 1      | 0     | 2      |
| Waisea Nacuqu            | Fiji              | 2020-2024 | 1    | 1      | 0     | 2      |
| Tyla Nathan-Wong         | Nya Zeeland       | 2016-2020 | 1    | 1      | 0     | 2      |
| Ruby Tui                 | Nya Zeeland       | 2016-2020 | 1    | 1      | 0     | 2      |
| Adolphe Bousquet         | Frankrike         | 1920-1924 | 0    | 2      | 0     | 2      |
| Charity Williams         | Kanada            | 2016-2024 | 0    | 1      | 1     | 2      |
| Rosko Specman            | Sydafrika         | 2016-2024 | 0    | 0      | 2     | 2      |